# Рапорт (повідомлення)
Ра́порт (фр. rapport, від rapporter — «доповідати») — усне або письмове офіційне повідомлення про що-небудь вищій інстанції, керівництву. Письмовий рапорт являє собою доповідну записку, в якій стисло, але докладно викладена суть якої-небудь справи.
Рапорт притаманний діловому спілкуванню в деяких організаціях, наприклад у військових.
Таке повідомлення може бути усним, або письмовим, із дотриманням встановленої форми. Як правило рапорт включає звернення, саме повідомлення та представлення того, хто повідомляє.
Наприклад: «Товаришу генерал-майоре.
Перший механізований полк — на заняттях (навчанні, обслуговуванні техніки, прийманні їжі, відпочиває).
Командир полку полковник Лісогор».
Письмовий рапорт, у звернені містить замість звання назву посади керівника у давальному відміннику якому адресується документ. Після чого указують назву документа — «Рапорт», що пишеться посередині аркуша. Нижче йде викладення доповіді.
Підписуючи рапорт ставлять дату, указують посаду і звання, ставлять підпис та зазначають ініціали і прізвище доповідача.